# حراجة

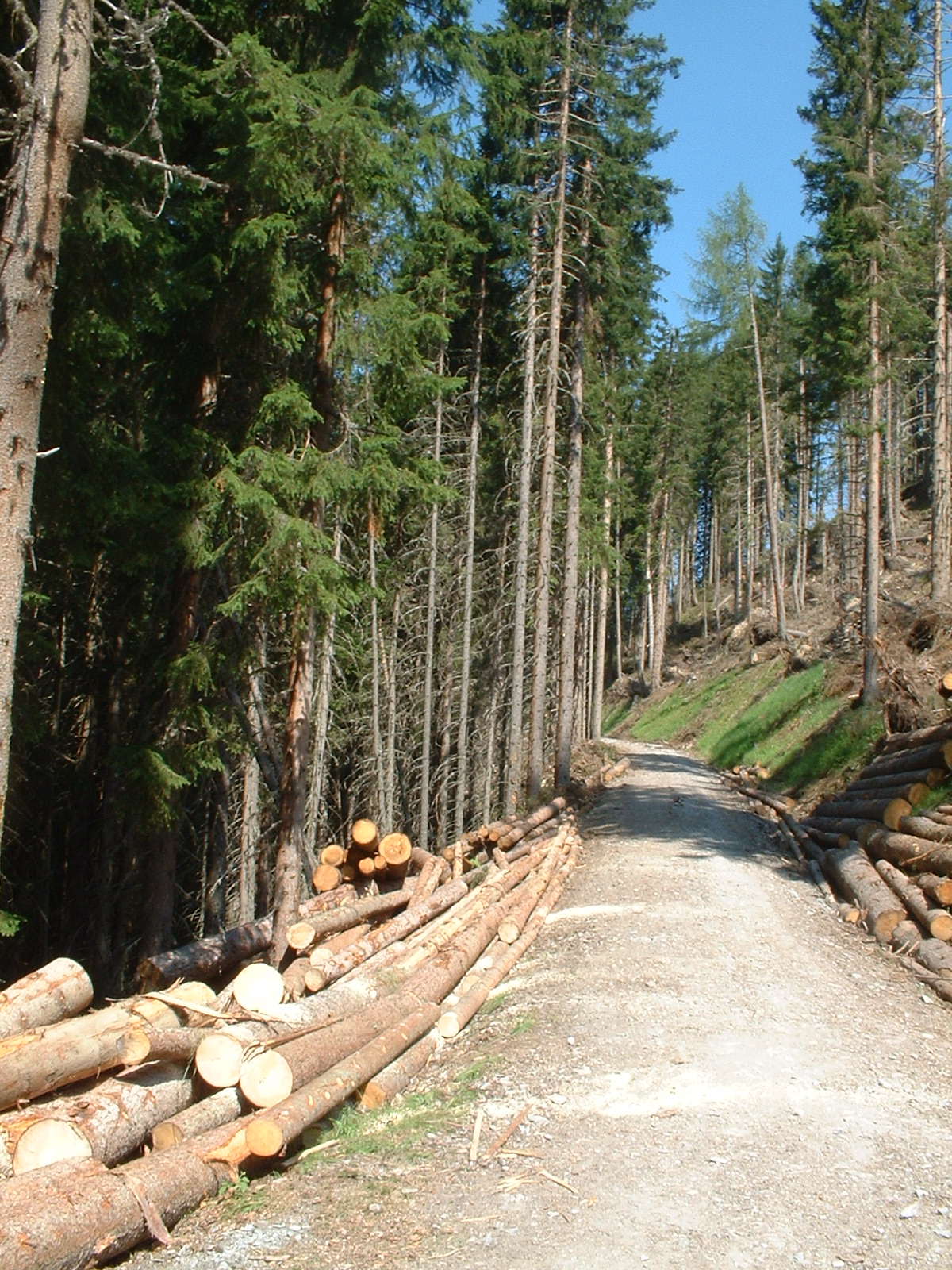

الحِراجة أو علم الحِراجة أو علم الحِرَاج أو زراعة الغابات هو فن وعلم إدارة الغابات، وغرس الأشجار والموارد الطبيعية ذات الصلة. هدف الحراج الرئيسي هو إنشاء وتنفيذ نـُظم تـُمكن الغابات من مواصلة استمرار مستدام للمستلزمات البيئية والخدمات. يتمثل تحدي الحراج في إنشاء أنظمة مقبولة اجتماعياً مع الحفاظ على استدامة المورد وأية موارد أخرى قد تتأثر.
يحيط علم الحراج الحديث عمومًا بمجال واسع من الاهتمامات، بما يعرف بالإدارة متعددة الاستخدامات، بما في ذلك توفير الخشب المنشور، وخشب الوقود، وموطن الحياة البرية، وإدارة الموارد المائية الطبيعية، والترفيه، وحماية المناظر الطبيعية والمجتمع، والمناظر الطبيعية الجاذبة جماليًا، وإدارة التنوع الحيوي، وإدارة الأحواض المائية، ومكافحة التعرية، وصيانة الغابات التي تشكل «مصارف» لثاني أكسيد الكربون الجوي. تطلق تسمية الحراجي (أو حارس الغابة) على العامل في مجال الحراج. هنالك مصطلحات شائعة أخرى هي: حارس الغابات الملَكية (في بريطانيا)، أو العامل في زراعة الغابات. زراعة الغابات هو مجال أكثر ضيقًا من علم الحراج، ويهتم فقط بنباتات الغابات، ولكنه يستخدم عادة كمرادف لعلم الحراج.
أصبحت النظم البيئية الحراجية تُعتَبر أكثر مكونات الغلاف الحيوي أهمية، وبرز علم الحراج كعلم تطبيقي، وحرفة، وتكنولوجيا شديدة الأهمية.
علم الحراج هو قطاع اقتصادي مهم في مختلف البلدان الصناعية. على سبيل المثال، في ألمانيا، تغطي الغابات قرابة ثلث مساحة اليابسة، والخشب هو أكثر الموارد المتجددة أهمية، ويقدم علم الحراج أكثر من مليون فرصة عمل، وقيمة تقارب 181 مليار يورو للاقتصاد الأوروبي كل سنة.

## التاريخ

### لمحة عامة
أطلق ويرنر سومبارت وآخرون تسمية «العصر الخشبي» على العصر ما قبل الصناعي، عندما كان خشب النشر والحطب الموردان الرئيسيان للطاقة والبناء والسكن. يرتبط تطور علم الحراج الحديث ارتباطًا وثيقًا بظهور الرأسمالية وعلم الاقتصاد ومفاهيم مختلفة عن استخدام الأراضي والملكيات.
حققت الأراضي الزراعية الرومانية الشاسعة نجاحًا كبيرًا في الحفاظ على توفير كميات كبيرة من الخشب الذي كان ضروريًا للإمبراطورية الرومانية. حدثت عمليات قطع جائر للغابات تلت انهيار الإمبراطورية الرومانية. ولكن تمكن الرهبان في القرن الخامس في رومانيا البيزنطية آنذاك على ساحل البحر الأدرياتيكي من إنشاء مزارع الصنوبر الثمري لتوفير خشب الوقود والطعام. كانت تلك بداية غابة عملاقة جاء على ذكرها دانتي أليغييري في قصيدته الكوميديا المقدسة عام 1308.
طور القوطيون الغربيون ممارسات زراعة غابات مستدامة رسمية مشابهة في القرن السابع، عندما واجهوا نقصًا متزايدًا باستمرار في الأخشاب، فوضعوا قانونًا يتعلق بالحفاظ على غابات البلوط والصنوبر. يوجد تاريخ طويل لاستخدام وإدارة موارد الغابة في الصين أيضًا، يعود ذلك إلى عهد سلالة هان وحدث ذلك تحت إشراف طبقة النبلاء مالكي الأراضي، طٌبقت ممارسات مشابهة في اليابان. وكتب الباحث الصيني زو غوانجكي (1562-1633) عن ممارسات مشابه في عهد سلالة مينغ.
في أوروبا، أعطت حقوق استخدام الأراضي في العصور الوسطى وأوائل العصر الحديث مختلف المستخدمين صلاحيات استخدام الغابات والمراعي. كانت فرشة الأرض والمستخلصات الصمغية مهمة، فكان الزفت ضروريًا في جلفطة السفن، واستُخدمت الغابات للصيد، ولجمع خشب الوقود والبناء وخشب النشر، ورعي الحيوانات. يشير مصطلح المشاعات العامة إلى المصطلح القانوني التقليدي الضمني للأراضي العامة. ظهرت فكرة الملكية الخاصة المغلقة خلال العصر الحديث. ومع ذلك، احتفظت الطبقة النبيلة بمعظم حقوق الصيد التي خصّت النبلاء بحق الدخول الأراضي العامة واستخدامها لنشاطات الترفيه، مثل صيد الثعالب.

### المراحل المبكرة لتطور علم الحراج الحديث
بدأت الإدارة المنظمة للغابات بغية الحصول على إنتاج مستدام من خشب النشر في البرتغال في القرن الثالث عشر عندما زرع ملك البرتغال أفونسو الثالث «غابة صنوبر الملك» (بالبرتغالية: Pinhal do Rei) بالقرب من ليريا لمنع عمليات التعرية الساحلية وتدهور التربة، وكمصدر مستدام لخشب النشر المستخدم في الإنشاءات البحرية. تابع خليفته دوم دينيس هذه الممارسة وما تزال الغابة موجودة حتى اليوم. ازدهرت إدارة الغابات أيضًا في الولايات الألمانية في القرن الرابع عشر، على سبيل المثال في نورمبرغ، وفي اليابان القرن السادس عشر. كانت الغابة تقسم عادة إلى أقسام محددة وتوضع خريطة لها؛ ويخطط قطع خشب البناء مع مراعاة لتجدد الغابة. سمح طفو جذوع الأشجار بوصل الغابات القارية، كما في جنوب غرب ألمانيا، مع المدن والولايات الساحلية عبر أنهار ماين ونيكار والدانوب والراين، وكانت بدايات علم الحراج الحديث مرتبطة بشكل وثيق بالتجارة بين المناطق البعيدة. أطلِقت تسمية «الهولندية» على أشجار التنوب الكبيرة في الغابة السوداء، لأنها كانت تُداول مع أحواض بناء السفن الهولندية. تراوح طول طوافات خشب النشر في نهر الراين بين 200 و400 مترًا وعرضها 40 مترًا، وتتكون من عدة آلاف جذع. كانت الطاقم مؤلفًا من 400 إلى 500 رجل، وزودوا بتجهيزات كان من ضمنها المأوى والمخابز والأفران واسطبلات المواشي. سمحت البنية التحتية لعمليات طفو الأخشاب بتشكيل شبكات كبيرة مترابطة في جميع أنحاء القارة الأوروبية وما زالت ذات أهمية في فنلندا.
ابتداءً من القرن السادس عشر، أدت التجارة البحرية العالمية المتنامية، وازدهار بناء المساكن في أوروبا، والنجاح الكبير صناعة التعدين إلى زيادة استهلاك الأخشاب زيادة حادة. ترتبط فكرة الاستدامة في علم الحراج بشكل وثيق بعمل هانز كارل فون كارلوفينز (1645-1714)، مسؤول عن التعدين في ولاية سكسونيا. كان كتابه «زراعة الغابات الاقتصادية»، أو «الأخبار المحلية ودليل الطبيعة لتربية الأشجار البرية» المنشور عام 1713، أول بحث شامل حول الغابات المستدامة الإنتاج. في المملكة المتحدة، وإلى حد ما في القارة الأوروبية، فضلت حركة التسييج والتهجير القسري للسكان في مرتفعات الجبال الملكية الخاصة المغلقة بشكل كبير. حاول الإصلاحيون الزراعيون والكتاب والعلماء الاقتصاديون الأوائل التخلص من المشاعات العامة. في ذلك الوقت، لعبت مأساة المشاع المزعومة والمخاوف من عجز وشيك في الخشب دورًا فاصلًا في الخلافات حول أنماط استخدام الأرض التعاونية.
روج جون إيفيلين ممارسة تأسيس مزارع الأشجار في الجزر البريطانية، على الرغم من أنها كانت قد اكتسبت بعض الشعبية حينها. زرع وزير الملك لويس الرابع عشر، جان بابتيست كولبير، غابة البلوط «غابة ترونسيه» من أجل استخدامها في المستقبل لصالح البحرية الفرنسية، ونضجت كما كان متوقعًا لها في منتصف القرن التاسع عشر، وقال فرناند براودل في ذلك: «إن كولبير فكر في كل شيء ما عدا السفينة البخارية». في موازاة ذلك، أُنشِأت مدارس الحراج بداية في أواخر القرن الثامن عشر في هِسن، وروسيا، والإمبراطورية النمساوية المجرية، والسويد، وفرنسا، وفي أماكن أخرى في أوروبا.

### صيانة الغابات وبداية العولمة
في أواخر القرن التاسع عشر وأوائل القرن العشرين، أُنشِأت برامج لصيانة الغابات في الهند البريطانية، والولايات المتحدة، وأوروبا. كان العديد من الحراجيين من القارة الأوروبية (مثل السير ديريتش براندس) أو تعلم هناك (مثل غيفورد بنكوت). يعتبر السير ديريتش براندس أبو علم الحراج الاستوائي، الذي كان يقتضي تكييف المفاهيم والممارسات الأوروبية في المناطق المناخية الاستوائية وشبه القاحلة. كان تطوير زراعة الغابات الحراجية أحد أهم الأجوبة (المثيرة للجدل) عن التحديات في المستعمرات الاستوائية. سُنَت وطوِّرت قوانين الغابة ولوائحها الملزمة في معظم الدول الغربية في القرن العشرين استجابةً للمخاوف المتنامية من أجل صيانة الغابات والمقدرات التكنولوجية المتزايدة لدى شركات قطع الأشجار. علم الحراج الاستوائي هو فرع منفصل من علم الحراج، يتعامل بشكل رئيسي مع الغابات الاستوائية المنتجة للخشب مثل خشب الساج الكبير وخشب الماهوجني.